# Tymbalorgan
Mit dem Tymbalorgan (Trommelorgan) erzeugen viele Zikadenarten und einige Schmetterlinge (z. B. Bärenspinner, Eulenfalter) artspezifische Gesänge. Es sitzt am 1. und/oder 2. Abdominalsegment.
Das Tymbalorgan der Zikaden besteht aus einem Paar straff gespannter cuticulärer Platten an der Basis des Hinterleibs, die oft durch Rippen verstärkt ist. An einem Vorsprung (Apodem) nach innen setzt jeweils ein kräftiger Muskel an, der die membranartigen Platten bei Kontraktion einwölbt. Die Muskelansatzstellen sitzen dicht beieinander an der Basis des Hinterleibs, so dass sich eine v-förmige Struktur ergibt. Unter der Membran sitzt im ersten Hinterleibssegment ein Paar luftgefüllter Säckchen (erweiterte Tracheen), die den Schall als Resonanzboden verstärken. Ventral zu den Tymbalen sitzt auf jeder Seite eine dünnere Membran, die als Hörorgan dient. Gelegentlich haben die Cuticularplatten zum Schutz einen Deckel (Operculum).